# 一般調査
一般調査（いっぱんちょうさ、英語: general survey）、遺跡分布調査（いせきぶんぷちょうさ）、表面調査（ひょうめんちょうさ、英語: field survey）とは、考古学において、遺跡の立地、座標、所在、分布を確認するために、一定の範囲を踏査、もしくは表面の遺物散布状況を確認する調査、作業のことをいう。
調査の成果は、遺跡地図や遺跡台帳にまとめられ、遺跡の立地や所在だけでなく、遺物を採集して、その年代が判別できたり、地表に露出した遺構の様子が判別できれば、将来的な調査や遺跡の保存状況の把握のためにそれも記録される。航空写真などで遺跡らしいものが発見された場合に現地を確認するのもこれに含まれる。
日本では、昭和50年代に行われ、全国の遺跡の分布状況が確認され、遺跡地図、遺跡台帳が作成された。アメリカ隊などは、メソアメリカの遺跡を航空写真で発見したら現地へ赴いたりしている。日本人の海外の一般調査は、ペルーやボリビアで若手研究者が盛んに行っている。